# عقدة الدونية

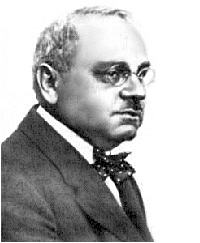

عقدة الدونية هي شعور الإنسان بالنقص أو العجز العضوي أو النفسي أو الاجتماعي بطريقة تؤثر على سلوكه، مما يدفع بعض الحالات إلى التجاوز التعويضي بالنبوغ وتحقيق الذات والكينونة، أو إلى التعصب والانكفاء والضعة والجريمة في حالات أخرى.
 وصف الطبيب النمساوي ألفرد أدلر أسلوب مواجهة النقص بأنه «أسلوب الحياة»، واعتبر أن كل إنسان يولد وعنده درجة ما من الشعور بالنقص، والتي تبدأ حالما يبدأ الطفل بفهم وجود الناس الآخرين والذين لديهم قدرة أفضل منه للعناية بأنفسهم والتكيف مع بيئتهم، مما يعطيه القوة الدافعة لتطوير قدراته.

## التصنيف
يفرق عالم النفس ألفريد أدلر بين الشعور بالدونية الأولي والثانوي.
- الشعور بالدونية الأولي هو الشعور المتجذر في تجربة الطفل للضعف وقلة الحيلة والاعتماد على الغير والاتكالية. لاحقا يمكن أن يزداد هذا الشعور عن طريق المقارنة مع الإخوان والأخوات والرفقاء الرومانسيين والبالغين.
- الشعور بالدونية الثانوي يشير إلى تجربة البالغ لعدم القدرة على الوصول إلى هدف مطمئن وخيالي في اللاوعي لأمان شخصي وللنجاح للتعويض عن الإحساس بالدونية. المسافة المحسوسة بين هذا الهدف المطمئن سوف تؤدي إلى إحساس سلبي بالاكتئاب والذي قد يحفز الشعور الأصلي بالدونية. هذا المركب من الأحاسيس بالدونية قد يكون قويا للغاية. الهدف المطمئن الذي تم اختراعه للتخفيف من الأصلي وهو الإحساس الأولى بالدونية هو ما يسبب الإحساس الثانوي بالدونية فيما يعرف بمعضلة كاتش 22، حيث نجد المحاولة اليائسة للحصول على اطمئنان علاجي والتخلص من الشعور السلبي بالدونية وعدم الأهمية غالبا ما تكون محاولات فاشلة. هذه الحلقة الوحشية شائعة في طرق الحياة العصبية.

## التاريخ
نبعت الفكرة من فرع التحليل النفسي من علم النفس، حيث ظهرت لأول مرة بين الأعمال الكثيرة لسيجموند فرويد ولاحقا في أعمال كارل يونج وألفريد أدلر مؤسس علم نفس أدلر الكلاسيكي، حيث وضحوا أن العديد من الأعراض العصبية يمكن تتبعها إلى المحاولة الزائدة للتعويض عن هذا الشعور. استخدام مصطلح «معقد» الآن يمكن استخدامه بشكل عام للإشارة إلى المجموعة من الناس ذوي الأفكار المتناغمة شعوريا. في مقابل عقدة الدونية، نجد عقدة الاستعلاء وهي طريقة دفاع نفسية فيها تهاجم أحاسيس الفرد بالاستعلاء أو تخفي إحساسه بالدونية.

## الأسباب
تحدث عقدة الدونية عندما تتركز أحاسيس الدونية في الفرد عن طريق التثبيط أو الفشل. من الناس المعرضين لعقدة الدونية هم الذين يظهرون مستويات منخفضة من الثقة في النفس أو الأهمية الفردية أو لديهم مستوى اجتماعي منخفض أو لديهم تاريخ سابق للتعرض لأعراض الاكتئاب. الأطفال الذين تربوا في بيوت حيث تم انتقادهم باستمرار أو لم يستطيعوا الارتقاء إلى توقعات الوالدين قد يعانون أيضا من عقدة الدونية. كثيرا ما توجد العديد من إشارات التحذير لمن قد يكونون معرضين أكثر لعقدة الدونية. على سبيل المثال، الأشخاص الذين يسعون إلى جذب الانتباه وموافقة الآخرين قد يكونون أكثر عرضة.
| طبقا لعلم نفس أدلر الكلاسيكي فإن الإحساس بالدونية الثاني ينتج عندما يشعر البالغون بأنهم غير كافين لرغباتهم في تحقيق نتيجة غير ممكنة أو غير واقعية "الحاجة إلى المثالية". تسبب الضغوطات المصاحبة للإحساس بالفشل موقفا متشائما وعدم القدرة على التغلب على الصعوبات في الحياة. |

طبقا لأدلر فإن «يشعر الجميع بإحساس بالدونية. إلا أن الإحساس بالدونية ليس مرضا، بل هو محفز لسعي وتطور طبيعي وأكثر صحة. يصبح الأمر مرضيا فقط عندما يغمر الإحساس بعدم الكفاءة الفرد وبدلا من تحفيزه للقيام بالنشاطات المفيدة، يجعله مكتئبا وغير قادر على التطور.»

## تأثير الأداء
عندما تكون عقدة النقص في كامل تأثيرها، قد تؤثر أيضا على أداء الفرد كما يمكنها أن تؤثر على ثقة الفرد بنفسه. فقد تعطل العمليات النفسية والشعورية في اللاوعي قدرة الطلاب الإدراكية على التعلم والذكريات المشحونة بالأحاسيس السلبية قد تشوش على عملية التعليم. وجد هات أن الرياضيات قد تكون مرتبطة بعقدة الدونية النفسية ونقص التحفيز والكفاءة الذاتية وطرق التعليم والشعور بعدم الأمان والقلق.
في علاج الصحة العقلية للأفراد، تظهر هذه السمات في المرضى المصابين بالعديد من الاضطرابات مثل أنواع من الشيزوفرينيا والاضطرابات المزاجية والاضطرابات الشخصية. وجد مورتيز أن الذين يعانون من الفصام البارانويدي يستخدمون هلاوسهم كأسلوب دفاع ضد نقص الثقة بالنفس الضمنية. حدد ألفريد أدلر عقدة الدونية كواحدة من العوامل المؤثرة على سلوكيات الأطفال.